# Mesohippus

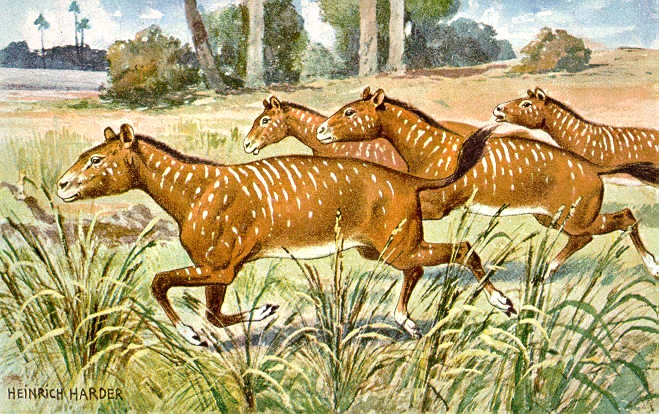
Реставрація

Mesohippus (грец. μεσο/meso, що означає «середній» і ιππος/hippos, що означає «кінь») — вимерлий рід ранніх коней. Він жив приблизно 40–30 мільйонів років тому від середнього еоцену до раннього олігоцену. Як і багато інших викопних коней, мезогіпп був поширений у Північній Америці. Його висота в плечах оцінюється приблизно в 60 см.

## Опис
Mesohippus мав довші ноги, ніж його попередник Eohippus, і мав зріст близько 60 см. Цей коневий є першим повністю тридактильним конем в еволюційних літописах, де третій палець був довшим і більшим за другий і четвертий. Mesohippus на той момент не розвинув копита, скоріше у нього все ще були подушечки, як це видно у Hyracotherium та Orohippus. Обличчя Mesohippus було довшим і більшим, ніж у ранніх коней. У нього була невелика лицьова ямка, або западина, в черепі. Очі були кругліші, розставлені ширше і далі назад, ніж у Hyracotherium.
На відміну від попередніх коней, його зуби були низькими і містили єдину щілину позаду передніх зубів, де зараз лежить удило у сучасного коня. Mesohippus був броузером, який харчувався ніжними гілочками та плодами. Півкуля головного мозку, або порожнина черепа, була значно більшою, ніж у своїх попередників; його мозок був схожий на мозок сучасних коней.

## Види
- M. bairdi
- M. barbouri
- M. braquistylus
- M. equiceps
- M. hypostylus
- M. intermedius
- M. latidens
- M. longiceps
- M. metulophus
- M. montanensis
- M. obliquidens
- M. proteulophus
- M. westoni